# Modern Dōyō
Albums par CoCo
Sylph
(1992) Sweet & Bitter
(1994)
Modern Dōyō (モダンどうよう, ou Modern Doyo, Modern Douyou) est un mini album attribué à « Sample Batlers Tokyo featuring CoCo », sorti en 1993. 

## Présentation
L'album sort le 20 août 1993 au Japon sous le label Pony Canyon, au format CD. Il atteint la 46e place du classement des ventes de l'Oricon, et reste classé pendant deux semaines. 
C'est un mini-album ne contenant que quatre titres, utilisés dans l'émission télévisée pour enfants Ugo Ugo Rūga. Le disque est une collaboration ponctuelle entre le groupe de musiciens Sample Batlers Tokyo, créé spécifiquement pour l'émission, et les quatre chanteuses du groupe de J-pop CoCo. Il sort le même jour que la compilation CoCo Personal Best consacrée aux chanteuses du groupe en solo.

## Liste des titres
| 1. | Fushigi na Pocket (ふしぎなポケット) |  |
| 2. | Picnic (ピクニック)                  |  |
| 3. | Teru Teru Hōzu (てるてるぼうず)      |  |
| 4. | Katatsumuri (かたつむり)             |  |